# Kula (Dolina Kobylańska)
Kula – skała w wylocie Doliny Kobylańskiej na Wyżynie Ojcowskiej w miejscowości Kobylany, w gminie Zabierzów, powiecie krakowskim, województwie małopolskim. Znajduje się w orograficznie prawych zboczach doliny, w odległości około 100 m od potoku Kobylanka i około 20 m wyże.
Jest to dość duży masyw skalny o wysokości od 6 do 30 m. Zbudowana z wapieni skała ma połogie, pionowe lub przewieszone ściany. Występują w niej takie formacje skalne jak: komin, filar i zacięcie. Ściany wspinaczkowe na otwartej przestrzeni o wystawie zachodniej, północnej, północno-wschodniej i wschodniej. Wspinacze skalni poprowadzili na nich 48 dróg wspinaczkowych o trudności III – VI.5+ w skali Kurtyki. Prawie wszystkie mają zamontowane stałe punkty asekuracyjne: ringi (r), stanowiska zjazdowe (st) lub dwa ringi zjazdowe (drz).

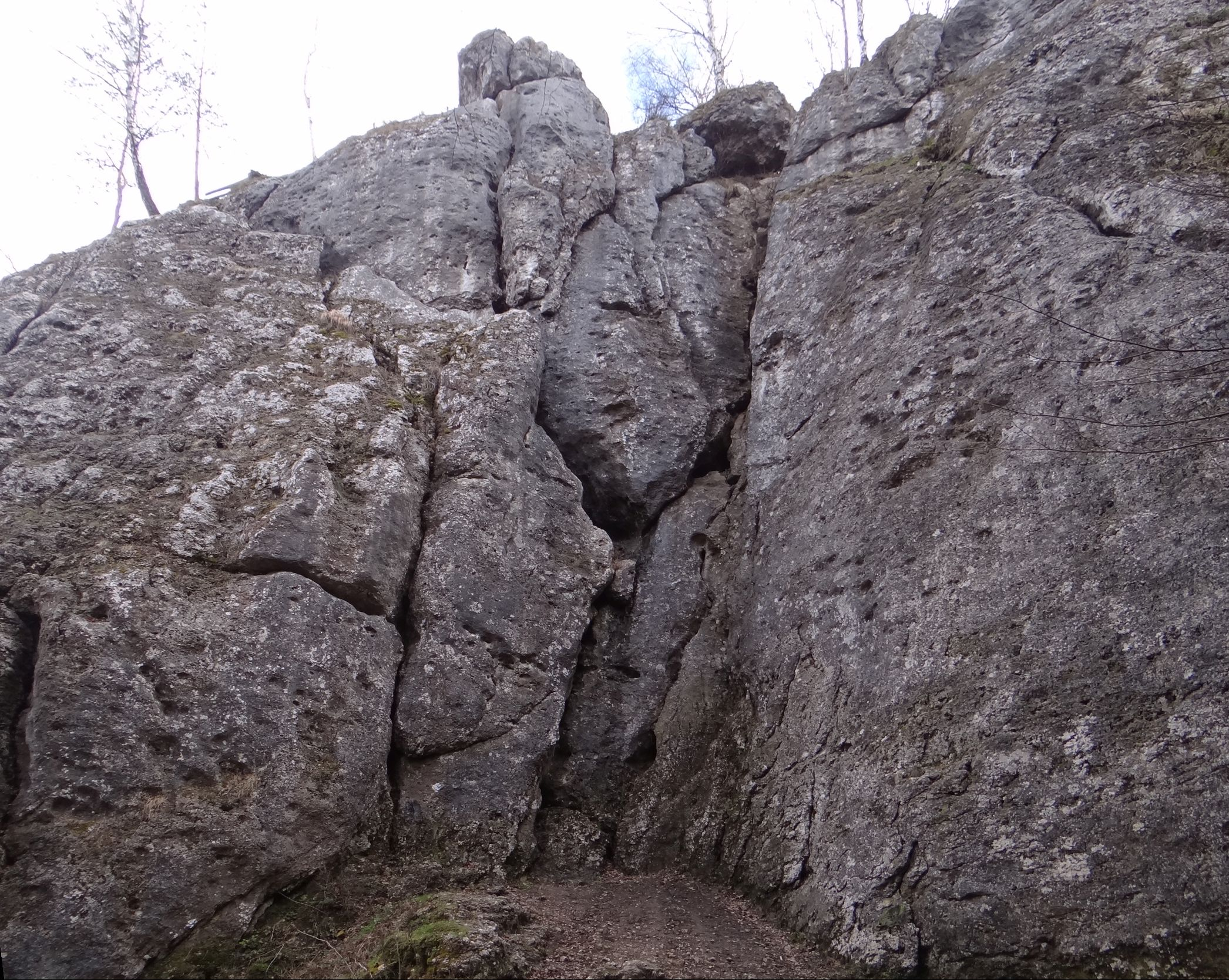
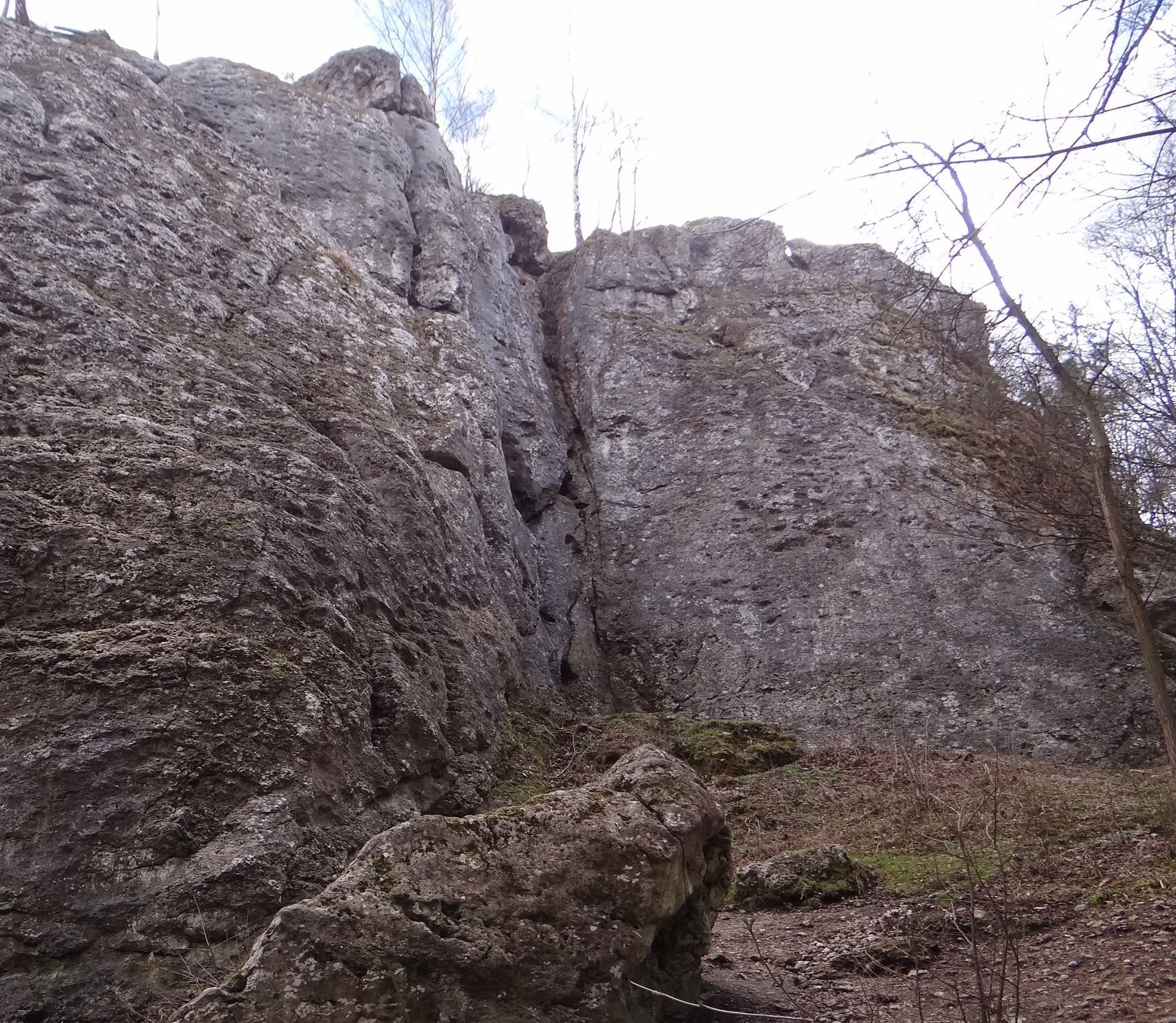
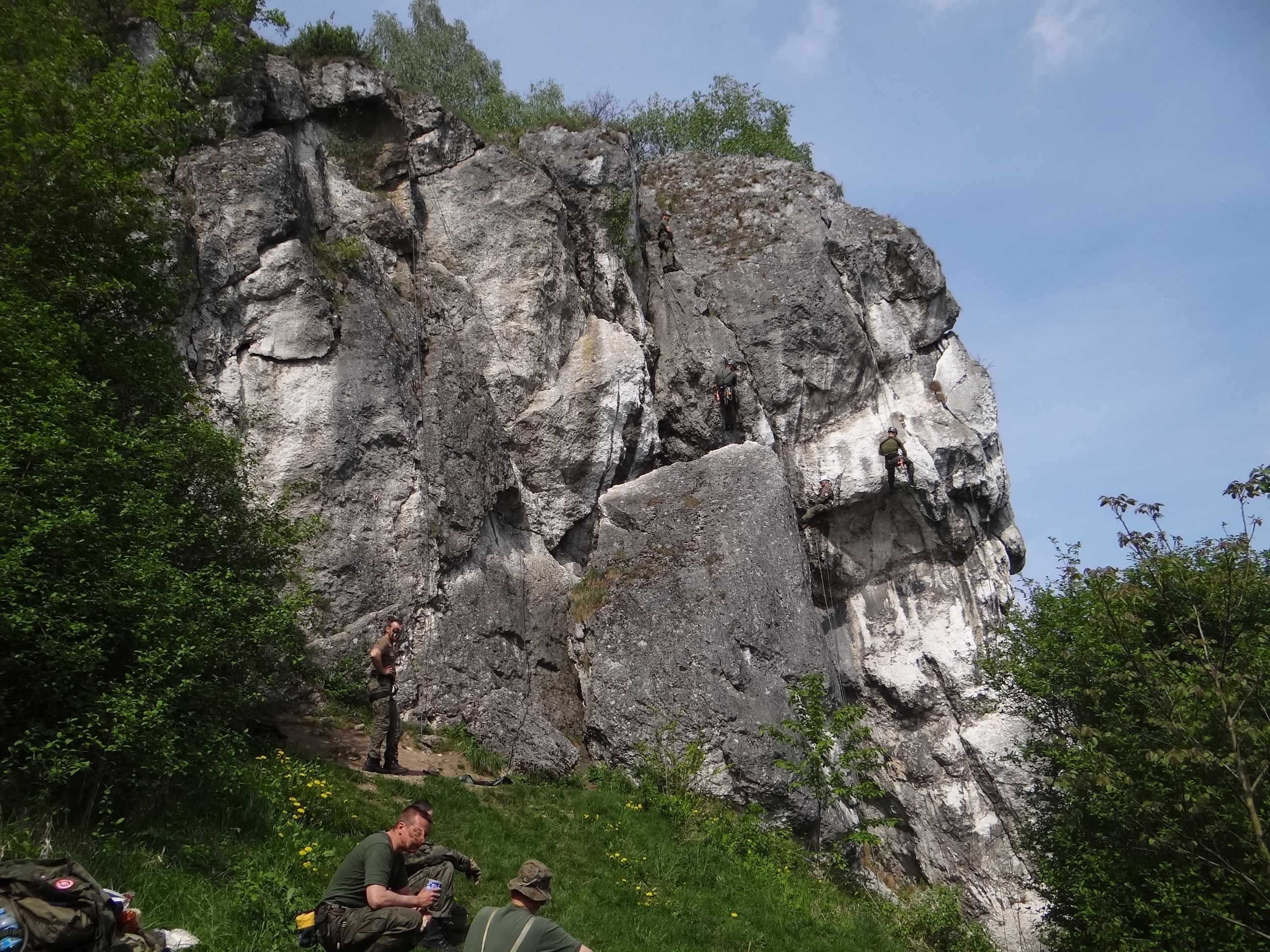
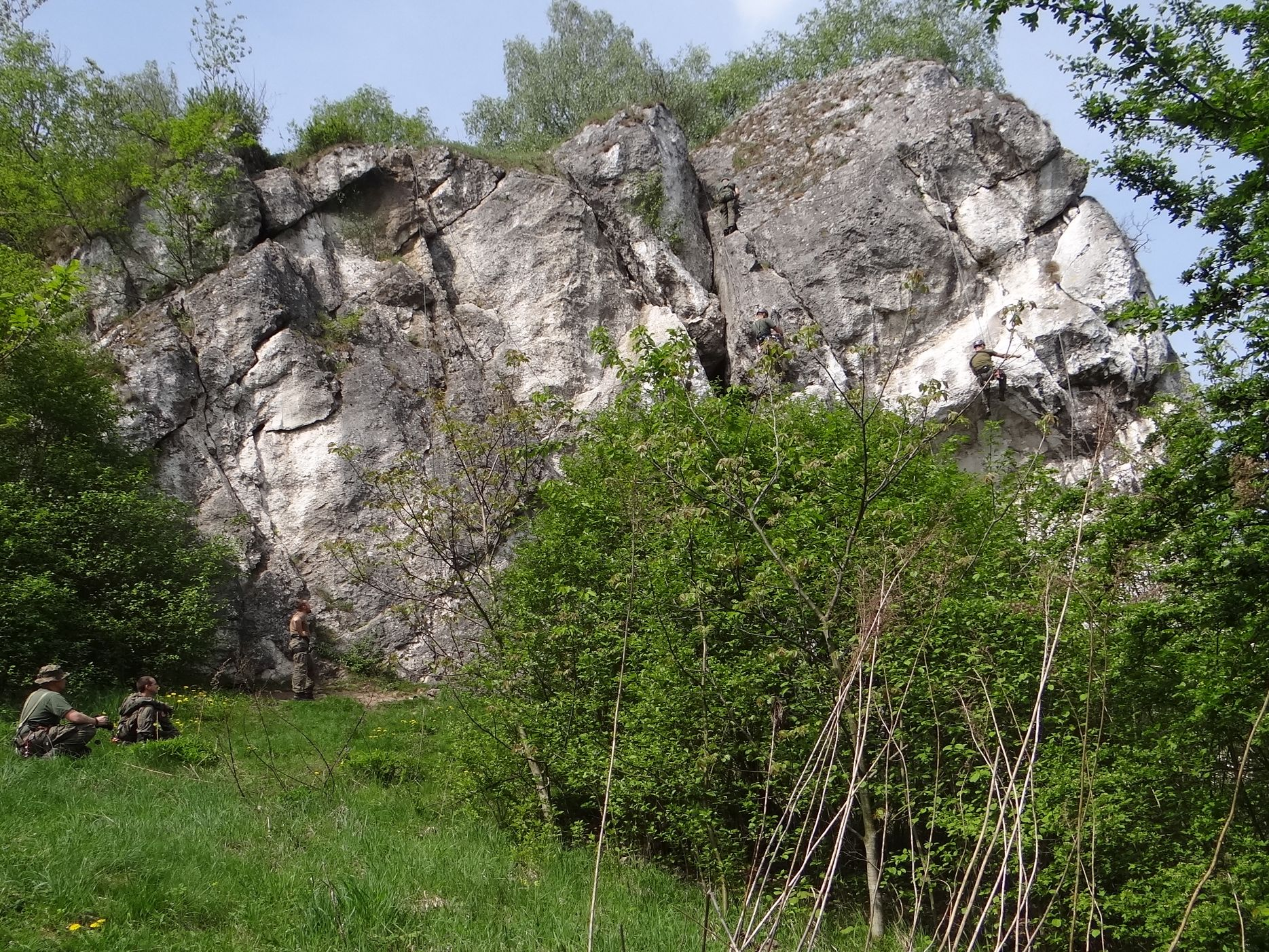

W Kuli znajdują się trzy schroniska: Korytarz w Kuli, Schron w Kuli i Szczelina pod Kulą, a w skałach powyżej Kuli Szczelina pod Płytą.

## Drogi wspinaczkowe
W Dolinie Kobylańskiej Kula jest jedną z bardziej popularnych skał wspinaczkowych.

1. Wątłe ryski; IV+, 4r + drz, 14 m
2. Hokejka; V+, 4r + drz, 14 m
3. Środkowa rysa; V+, 7r + st, 14 m
4. This is not America; VI.2, 5r + st, 14 m
5. Zacięcie pod Ameryką; V, 6r + st, 14 m
6. Amerykańska rysa; VI+, 5r + st, 14 m
7. Tyyygrys telefon; VI.1+, 7r + st, 20 m
8. Wielki kamień; VI.1+, 7r + st, 20 m
9. Przez kulę; V, 6r + st, 20 m
10. Wielki zderzacz hadronów; VI.5+, 7r + st + rz, 22 m
11. Mniejszy zderzacz; VI.4, 7r + st, 25 m
12. Lewy kant Kuli; VI.3, 8r + st, 25 m
13. Prawy kant Kuli; VI.2, 5r + st, 25 m
14. Kant Kuli; VI.3+, 5r + st, 25 m
15. Klasyka polskiego rocka; VI.2, 10r + 5st, 30 m
16. Wariant Owcy do Załupy Barana; 10r + st, 30 m
17. Załupa Barana;VI.1+, 9r + st VI+, 30 m
18. Obieraczka; VI-, 2r + st, 30 m
19. Kulawe dziurki; V+, 9r + st, 30 m
20. Kulawy wariant; V, 8r + st, 30 m
21. Mordo ty moja; V-, 8r + st, 30 m
22. Zacięcie Półkmiecia; IV, 30 m
23. Połogi filarek; IV, 30 m
24. Czar zielska; V+ 5r, + st, 15 m
25. Uśmiech sołtysa; IV, 11r + st, 30 m
26. Czar PGRu; IV, st + drz, 30 m
27. Kariera bokser; VI, 11r + st, 30 m
28. Łaciata; VI-, 11r + st, 30 m
29. Majówka; IV+ st, 30 m
30. Barbórka; VI 10r + st, 30 m
31. Chcę byś mnie miał; V (I wyciąg), 5r + st, 15 m
32. Chcę byś mnie miał; IV (II wyciąg), 4r + 2st, 15 m
33. Goło i wesoło (I wyciąg); 5r + st, 10 m
34. Plants versus zombies; VI.1+, 11r + st, 20 m
35. Goło i wesoło (II wyciąg); IV, 5r + 2st, 10 m
36. Lewa rysa; V+, 20 m
37. Alarm dla nietoperzy; VI+/1, 8r + st, 20 m
38. Zachodnia rysa; V-, 20 m
39. Prawa rysa; V, 20 m
40. Moja kokaina; V+, 7r + st, 20 m
41. Zachodni komin; IV, 19 m
42. Lewa duma Kobylan; VI.1, 6r + st, 18 m
43. Prawa duma Kobylan; VI, 5r + st, 18 m
44. Zaduma; V, 4r + st, 14 m
45. Duma i uprzedzenie; V 6r + st, 14 m
46. Second life (I wyciąg); IV+, 5r + drz, 14 m
47. Second life (II wyciąg); IV, 3r + 2st, 7 m
48. Komin z wyciorem; IV+, 24 m[2].